# Krishnasamy Rajagopal
Krishnasamy Rajagopal, tamil. கி.ராஜகோபால் (ur. 10 lipca 1956 w Kuala Lumpur) – malezyjski piłkarz, grający na pozycji napastnika, trener piłkarski.

## Kariera piłkarska

### Kariera klubowa
Występował w miejscowych klubach Selangor FA i Sabah FA.

### Kariera reprezentacyjna
W latach 1980–1982 bronił barw narodowej reprezentacji Malezji.

## Kariera trenerska
Na początku swojej kariery przez 9 lat był trenerem zespołu PKNS FC. Pomagał trenował kluby Selangor FA i Kelantan FA. Od 2004 pracował jako trener reprezentacji Malezji U-20 i U-23. W lipcu 2009 roku został mianowany na trenera narodowej reprezentacji Malezji. 31 lipca 2013 został zdymisjonowany z zajmowanego stanowiska.

## Sukcesy i odznaczenia

### Sukcesy trenerskie
- mistrz ASEAN: 2010
- mistrz Igrzysk Azji Południowo-Wschodniej: 2009
- zdobywca Lion City Cup: 2005
- mistrz Malaysia Premier League: 2009